# Marmagne, Cher
Marmagne är en kommun i departementet Cher i regionen Centre-Val de Loire i de centrala delarna av Frankrike. Kommunen ligger  i kantonen Saint-Doulchard som tillhör arrondissementet Bourges. År 2022 hade Marmagne 1 934 invånare.

## Befolkningsutveckling
Antalet invånare i kommunen Marmagne
Referens:INSEE